# L'ombra di Caravaggio
L'ombra di Caravaggio è un film del 2022 diretto da Michele Placido.

## Trama
1610. Condannato a morte per omicidio di tale Ranuccio Tomassoni, Caravaggio è in continua fuga dai suoi molti nemici. Papa Paolo V decide di verificare se sia possibile graziarlo; dell'indagine viene incaricato un misterioso inquisitore conosciuto come L'Ombra: il suo compito sarà scavare nella vita dell'artista e conversare con chi lo conosceva, per comprendere se l'uomo sia un folle o un genio.
L'indagine parte da Costanza Colonna, nobile protettrice del Caravaggio, che racconta come l'uomo, di umili origini, avesse manifestato sin da giovane il proprio talento, che aveva spinto la sua famiglia a finanziarne l'apprendistato a Milano. In seguito, Michelangelo si era spostato a Roma, dove aveva inizialmente frequentato gli ambienti artistici sviluppatisi attorno al Cavalier d'Arpino; tuttavia egli si era dimostrato presto insofferente ai dettami dell'arte manierista ed era andato in cerca di un linguaggio più personale: aveva perciò preso a frequentare l'ospedale di Santa Maria in Vallicella, dove aveva conosciuto una folla di reietti, prostitute e mendicanti. Affascinato dalle loro storie, aveva cominciato a prenderli come modelli per i propri quadri, facendogli interpretare di volta in volta santi, sante e perfino la Madonna.
Il modo rivoluzionario di "umanizzare" il divino guadagna a Caravaggio la simpatia di molti nobiluomini, tra cui i cardinali Francesco Maria del Monte e Scipione Borghese e il marchese Vincenzo Giustiniani, i quali gli commissionano molti dipinti che sono tuttavia costretti a tener nascosti per non incorrere nella censura; intorno all'artista si forma via via un circolo di pittori cui egli fa da maestro. Assieme alle amicizie, tuttavia, si aprono anche numerose rivalità, tra cui quella col pittore Giovanni Baglione (la quale gli comporta i primi guai giudiziari) e quella con Ranuccio Tomassoni, un prosseneta che ben presto diventerà suo acerrimo nemico. Caravaggio intratterrà infine diverse relazioni amorose, tra cui quelle con le prostitute Lena Antonietti e Anna, ciascuna delle quali finirà per fargli da modella.
Più cresce la fama di Caravaggio, più la Chiesa inizia a considerare le sue opere blasfeme e immorali, cosa che inasprisce il difficile carattere dell'artista. Quando Anna si suicida annegando nel Tevere, Michelangelo reagisce al grande dolore ritraendone il cadavere martoriato in un dipinto che desta scandalo per il crudo realismo: ha inizio il declino dell'artista, che culmina quando, in seguito a un banale litigio, egli uccide Ranuccio Tomassoni. Condannato alla decapitazione, il pittore fugge dapprima a Napoli e poi a Malta, dove grazie alle conoscenze di Costanza viene nominato cavaliere; le speranze di vedersi annullare la condanna vengono tuttavia meno a causa della sua condotta, che lo costringe a fuggire nuovamente a Napoli, dove subisce un tentativo di omicidio.
L'Ombra comprende quindi che a nascondere Caravaggio è Costanza, segretamente innamorata di lui; per convincerla a lasciarglielo incontrare, le dice che il Papa ha in realtà già firmato il salvacondotto per l'artista, e che desidera consegnarglielo. A Palo Laziale l'Ombra ha finalmente modo di conoscere Caravaggio: l'inquisitore gli promette salva la vita in cambio della rinuncia totale alla sua attività di pittore. Caravaggio, tuttavia, comprende che dietro quella richiesta non si cela un'accusa di blasfemia, ma la paura nutrita dal Papa nei confronti della sua arte, ritenuta pericolosa poiché veicolo di ideali contrari a quelli della Chiesa; per questo motivo, con grande sprezzo, rifiuta l'offerta. L'Ombra tramortisce l'artista e lo consegna al fratello di Ranuccio Tomassoni, che compie la sua vendetta uccidendolo barbaramente.
L'Arte di Caravaggio tuttavia sopravviverà, e lui diventerà uno dei pittori più influenti della storia dell'arte.

## Promozione
Il primo trailer del film è stato pubblicato il 29 agosto 2022.

## Distribuzione
Il film è stato presentato in anteprima alla Festa del Cinema di Roma 2022 nel mese di ottobre e distribuito nelle sale cinematografiche italiane da 01 Distribution a partire dal 3 novembre 2022.
Ha incassato 2,1 milioni di euro in Italia, e 2,6 in tutto il mondo.

## Critica
Davide Stanzione di Best Movie assegna alla pellicola 3,3 stelle su 5 e ne parla come: "Un film sorprendente, livido e sensuale, che arriva a riprodurre le opere di Caravaggio dentro il tessuto visivo delle immagini e restituisce, con più vigore maledetto che inciampi, i torridi demoni di un artista sconfinato, diviso tra il tormento del corpo e l'estasi del sacro." 

### Divieti
In Italia è classificato "13+", ovvero non adatto ai minori di 13 anni per uso di armi, violenza e sesso.

## Curiosità
<<Tante bugie per coprire un delitto, ordito dai Cavalieri di Malta e avallato dalla Curia ''a cui poteva far comodo eliminare un personaggio che metteva in discussione i principi della fede dogmatica della Chiesa e trattava le sacre verità senza nessun ''decoro''. Non manca qualche sospetto di complicità, per chi alla fine entrò in possesso di quelle tre ultime tele: il vicerè di Napoli, il cardinale Scipione, e Costanza Sforza Colonna, l'ultima ad ospitare l'acclamato e maledetto Caravaggio.>> Vincenzo Pacelli
Secondo uno studio, supportato da documenti dell'archivio di Stato e dell'Archivio Vaticano, di Vincenzo Pacelli, professore dell'Università di Napoli, non è nella toscana Porto Ercole che morì il Caravaggio, e non fu per malattia che il grande pittore si spense nel luglio 1610, ma nella laziale Palo per morte violenta con il ''tacito assenso della Curia Romana''.
Maurizio Donadoni ha partecipato anche allo sceneggiato RAI Caravaggio.

## Riconoscimenti
- 2023 – David di Donatello
  - David Giovani a Michele Placido
  - Miglior acconciatore a Desiree Corridoni
  - Candidatura per il Miglior scenografo a Tonino Zera, Maria Grazia Schirippa e Marco Bagnoli
  - Candidatura per il Miglior costumista a Carlo Poggioli
  - Candidatura per il Miglior trucco a Luigi Rocchetti

- 2023 - Nastro d'argento
  - Miglior fotografia a Michele D'Attanasio (vincitore anche per Ti mangio il cuore)
  - Migliore scenografia a Tonino Zera
  - Miglior costumista a Carlo Poggioli
  - Candidatura per il Miglior direttore del casting a Francesco Vedovati e Barbara Giordani
  - Candidatura per il Miglior montaggio a Consuelo Catucci

- 2023 - Premio Cinearti La chioma di Berenice
  - Miglior Arredamento a Marco Bagnoli
- 2023 - Globo d'oro
  - Miglior fotografia a Michele D'Attanasio